# Malšín
Malšín település Csehországban, a Český Krumlov-i járásban. Malšín Rožmitál na Šumavě, Světlík, Větřní, Vyšší Brod, Bohdalovice, Frymburk és Rožmberk nad Vltavou településekkel határos. Lakosainak száma 164 fő (2024. január 1.).

## Népesség
A település lakosságának változását az alábbi diagram mutatja:
| Lakosok száma | 1578 | 1529 | 1463 | 683  | 166  | 113  | 169  | 177  | 154  | 164  |
|               | 1869 | 1890 | 1921 | 1950 | 1980 | 2001 | 2017 | 2019 | 2022 | 2024 |